# Porsche Tennis Grand Prix 2001
Porsche Tennis Grand Prix 2001 — жіночий тенісний турнір, що проходив на закритих кортах з твердим покриттям Filderstadt Tennis Club у Фільдерштадті (Німеччина). Належав до турнірів 2-ї категорії в рамках Туру WTA 2001. Відбувсь удвадцятьчетверте і тривав з 8 до 14 жовтня 2001 року. Третя сіяна Ліндсі Девенпорт здобула титул в одиночному розряді й отримала 90 тис. доларів США.

## Фінальна частина

### Одиночний розряд
Ліндсі Девенпорт —  Жустін Енен 7–5, 6–4
- Для Девенпорт це був 5-й титул в одиночному розряді за сезон і 35-й — за кар'єру.

### Парний розряд
Ліндсі Девенпорт /  Ліза Реймонд —  Жустін Енен /  Меган Шонессі 6–4, 6–7(4–7), 7–5

## Розподіл призових грошей
| Дисципліна       | П       | Ф       | ПФ      | ЧФ      | 1/8    | 1/16   |
| Одиночний розряд | $90,000 | $48,000 | $25,500 | $13,700 | $7,300 | $3,900 |